# Planalto de Dieng

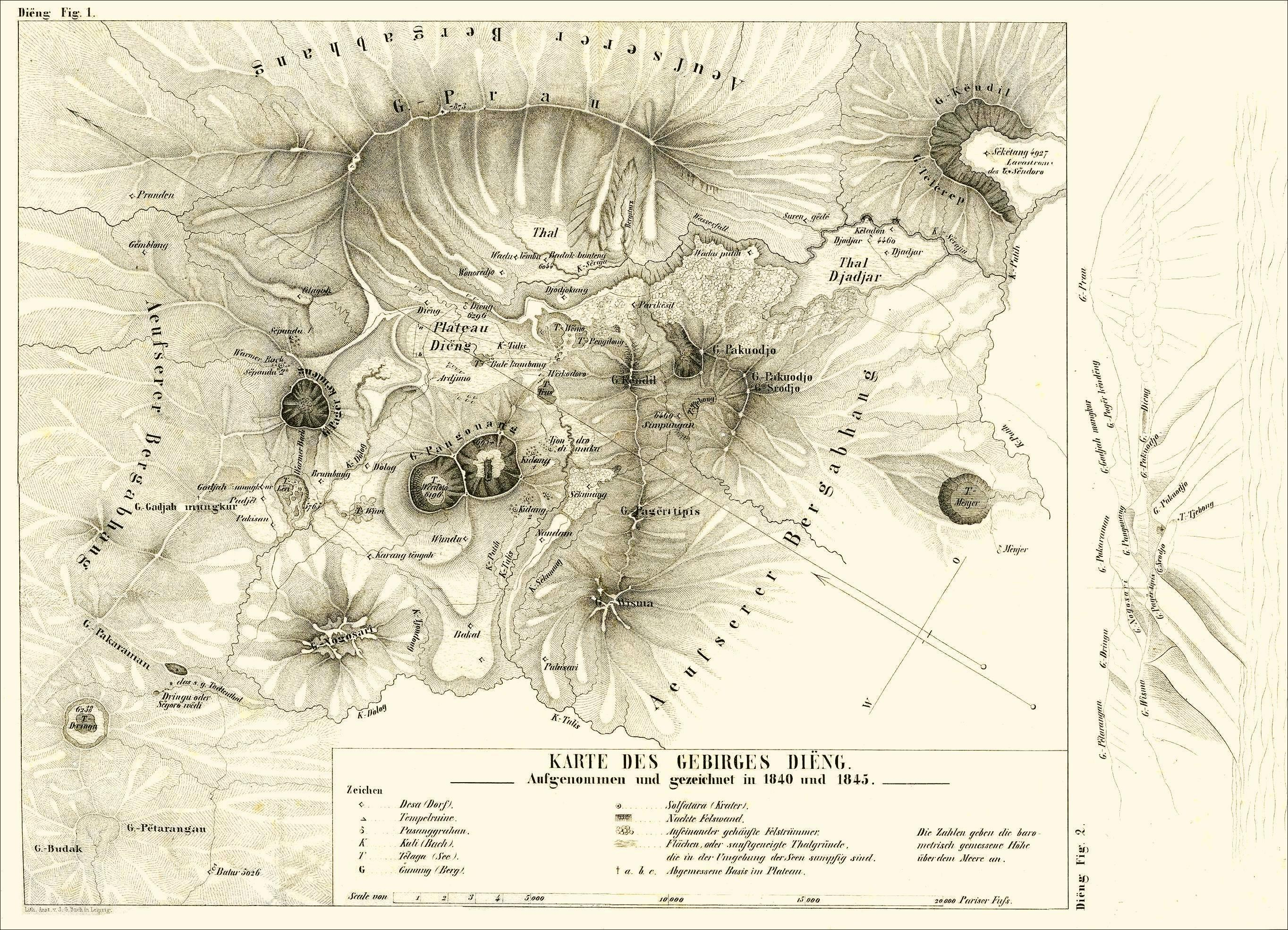
Mapa de 1854 do planalto

O planalto de Dieng (em indonésio: Dataran Tinggi Dieng), conhecido localmente apenas como Dieng, é um planalto pantanoso situado na província indonésia de Java Central, partilhado entre as regências (kabupatens) de Banjarnegara e Wonosobo, na ilha de Java.
Do ponto de vista vulcanológico, a área é denominada complexo vulcânico de Dieng. Além do planalto de Dieng propriamente dito, que é uma antiga caldeira vulcânica, o complexo inclui pelo menos dois estratovulcões e várias crateras e cones vulcânicos. Situado entre 1 600 e 2 000 metros de altitude, o planalto fica longe de quaisquer povoações importantes, apesar de densamente povoado e intensamente cultivado. A cidade mais próxima é  Wonosobo, situada a norte. A área é também um sítio arqueológico devido a nele se situarem oito antigos templos hindus. O nome Dieng deriva de Di Hyang, que significa "Morada dos Deuses".
O planalto é conhecido pela variedade das suas paisagens vulcânicas e pelos templos, os mais antigos templos hindus de Java, datados dos séculos VIII e IX. Uma parte da campanha de guerrilha do general Sudirman durante a Guerra de Independência da Indonésia teve lugar no planalto de Dieng.

## Geologia e erupções
O caldeira que constitui o planalto tem 14 km na direção leste-oeste e 6 km de largura. O ponto mais alto é o cone Prahu, um dos bordos da caldeira, que se eleva a 2 565 m de altitude. O fundo das depressões têm altitudes entre 1 600 e 2 000 m. O Prahu é um vulcão ainda ativo, que emite quantidades significativas de gases vulcânicos sulfurosos que formam fumarolas e nascentes de lama quente borbulhante e lagos ácidos. Existem cerca de vinte cones vulcânicos, cinco crateras, quatro domos de lava e dez campos de fumarolas e nascentes de lama quente. Os cones e crateras foram formados entre o Holoceno e o Pleistoceno.
Grande parte do planalto está coberto de antigas correntes de lava, mas em tempos históricos a maior parte das erupções foram freáticas de pequena ou média intensidade em termos de explosividade. Desde 1375 que houve pelos menos 8 erupções explosivas e oito que provocaram vítimas mortais, nomeadamente em 1375, 1786, 1826, 1827, 1928, 1939, 1944, 1964 e 1979. As causas das mortes foram variadas, — fissuras no solo, que destruíram a aldeia de Jamping em 1786, lahar, chuva de cinza e de blocos de materiais vulcânicos, queimaduras com lama a ferver, intoxicação por gases tóxicos, etc. Ao longo dos séculos XX e XXI, todas as décadas houve pelo menos duas erupções. Em 20 de fevereiro de 1979, 149 pessoas morreram devido a intoxicação por gases na aldeia de Pekisaran, situado no planalto perto da cratera de Sinila, uma das mais ativas. O acidente de 1979 provocou também a evacuação de cerca de 15 000 pessoas de seis aldeias nas imediações de Sinila. Em junho de 2017, a última dessas erupções tinha ocorrido em 27 de setembro de 2009. A emissão de gases tóxicos tem causado vítimas mortais e torna perigosa a visita a diversas crateras.

## Clima
Dieng tem um clima húmido, do tipo subtropical de altitude (Cwb na na Classificação de Köppen). No chamado inverno (junho–setembro), há muito menos chuva do que no "verão" (dez–março). A temperatura média anual é 14 °C e em média registam-se 2 652 de precipitação.
| Dados climatológicos para Dieng | Dados climatológicos para Dieng | Dados climatológicos para Dieng | Dados climatológicos para Dieng | Dados climatológicos para Dieng | Dados climatológicos para Dieng | Dados climatológicos para Dieng | Dados climatológicos para Dieng | Dados climatológicos para Dieng | Dados climatológicos para Dieng | Dados climatológicos para Dieng | Dados climatológicos para Dieng | Dados climatológicos para Dieng | Dados climatológicos para Dieng |
| Mês                             | Jan                             | Fev                             | Mar                             | Abr                             | Mai                             | Jun                             | Jul                             | Ago                             | Set                             | Out                             | Nov                             | Dez                             | Ano                             |
| ------------------------------- | ------------------------------- | ------------------------------- | ------------------------------- | ------------------------------- | ------------------------------- | ------------------------------- | ------------------------------- | ------------------------------- | ------------------------------- | ------------------------------- | ------------------------------- | ------------------------------- | ------------------------------- |
| Temperatura máxima média (°C)   | 17,9                            | 18,5                            | 18,6                            | 18,4                            | 18,5                            | 18,5                            | 18,2                            | 18,0                            | 18,5                            | 18,8                            | 19,2                            | 18,8                            | 18,49                           |
| Temperatura média (°C)          | 13,9                            | 14,3                            | 14,4                            | 14,4                            | 14,3                            | 13,8                            | 13,2                            | 12,8                            | 13,6                            | 14,2                            | 14,7                            | 14,4                            | 14                              |
| Temperatura mínima média (°C)   | 10,0                            | 10,1                            | 10,3                            | 10,4                            | 10,1                            | 9,2                             | 8,3                             | 7,6                             | 8,7                             | 9,6                             | 10,3                            | 10,1                            | 9,56                            |
| Chuva (mm)                      | 370                             | 430                             | 434                             | 249                             | 153                             | 83                              | 53                              | 35                              | 57                              | 170                             | 230                             | 388                             | 2 652                           |
| Fonte: Climate-data.org         |                                 |                                 |                                 |                                 |                                 |                                 |                                 |                                 |                                 |                                 |                                 |                                 |                                 |